# Andrea Bassi
Andrea Bassi (Firenze, 29 febbraio 1932 – Acquapendente, 4 febbraio 1995) è stato un allenatore di calcio italiano.

## Biografia
Nato in una famiglia di condizioni economiche precarie (il padre era un antiquario) e cresciuto nel quartiere di San Niccolò, lavorò, sempre nel settore dell'antiquariato, anche a San Frediano. Morì suicida nel 1995 all'età di 62 anni.

## Carriera

### Allenatore
Dopo aver concluso la carriera di calciatore (fu centromediano del Signa nel campionato di Promozione) divenne allenatore delle giovanili della Fiorentina, e guidò la categoria Allievi e la Primavera. Con l'esonero di Giuseppe Chiappella fu chiamato dalla dirigenza del club viola sulla panchina della prima squadra, affiancando Luigi Ferrero. La coppia di allenatori rimase in carica fino al termine della Serie A 1967-1968. Bassi passò poi a guidare la formazione De Martino della Fiorentina, finché non fu assunto dal Brescia in vista della Serie B 1970-1971. Il tecnico fiorentino disputò due campionati, il 1970-1971 e parte del 1971-1972. Bassi allenò, in seguito, il Livorno, il Grosseto e il Benevento in Serie C. Curò anche il settore giovanile del Grosseto negli anni 1980.